# Dorfouliya
Dorfouliya ou Dorfulija (en macédonien Дорфулија) est un village du centre de la Macédoine du Nord, situé dans la municipalité de Lozovo. Le village comptait 756 habitants en 2002.

## Démographie
Lors du recensement de 2002, le village comptait :
- Macédoniens : 568
- Turcs : 117
- Valaques : 49
- Serbes : 19
- Autres : 3